# Морковкин, Валерий Вениаминович
Вале́рий Вениами́нович Морко́вкин (11 января 1940, Саратов — 1 апреля 2016, Москва) — советский и российский лингвист, лексикограф, педагог. Доктор филологических наук, профессор.

## Биография
Окончил филологический факультет Московского государственного университета имени М. В. Ломоносова (1967).
В Научно-методическом центре русского языка (впоследствии — Институте русского языка имени А. С. Пушкина) с 1967 года работал начальником отдела учебной лексикографии.
В 1973 году защитил кандидатскую диссертацию «Идеографическое описание лексики: анализ слов со значением времени в русском языке», в 1990 году — докторскую диссертацию в форме научного доклада «Основы теории учебной лексикографии».
Почётный доктор Хэйлунцзянского университета (КНР), член редколлегии журнала «Русский язык за рубежом».
Внёс значительный вклад в русскую лексикологию, общую и учебную лексикографию, теорию и практику обучения русскому языку нерусских.

## Научные труды
Автор около 200 научных трудов, в том числе 17 учебных словарей.
- Идеографические словари. 1971.
- Опыт идеографического описания лексики. 1977.
- Основы теории учебной лексикографии. 1990.
- Русские агнонимы (слова, которые мы не знаем). 1997.
- Словарь сочетаемости слов русского языка (в соавторстве). 3 издания: 1978, 1983, 2002.
- Словарь терминов современного предпринимательства (в соавторстве). 1995.
- Словарь структурных слов русского языка (в соавторстве). 1997.
- Тематический словарь русского языка (в соавторстве). 2000.
- Большой универсальный словарь русского языка (в соавторстве). 2015.
- Лексическая основа русского языка (в соавторстве). 1984.
- Система лексических минимумов современного русского языка (в соавторстве). 2002.

## Награды и звания
- Лауреат премии Президента РФ в области образования. 2003[1].
- Диплом почёта ВДНХ СССР. 1986.
- Диплом первой степени лауреата конкурса «Трудовая слава России». 2001.